# 타일러 메인
타일러 메인(Tyler Mane, 1966년 12월 8일 ~ )은 캐나다의 배우이다. 예전엔 프로레슬링 선수로 활동했으며, 1993년 "빅 스카이"(Big Sky)라는 링 네임으로 월드 챔피언십 레슬링과 계약하기도 했다. 활동 당시 신장은 205 cm, 몸무게는 134 kg이다.

## 출연 작품

### 영화
- 엑스맨 (2000)
- 조는 못말려 (2001)
- 몬스터 (2001, How to Make a Monster)
- 흑협 2 (2002, Black Mask 2: City of Masks)
- 스코피언 킹 (2002)
- 트로이 (2004)
- 살인마 가족 2 (2005)
- 할로윈: 살인마의 탄생 (2007)
- H2: 어느 살인마의 가족 이야기 (2009)
- 생존게임 247°F (2011)
- 악령의 땅 (2013)
- Devil May Call (2013)
- 체크 포인트 (2017, Check Point)
- 빅터 크라울리 (2017)
- 플레잉 위드 파이어 (2019)
- 데드풀 3 (2024 예정)

### 텔레비전
- 파티 오브 파이브 (1999)
- 파멜라 앤더슨의 VIP (2001)
- Hercules (2005)
- 탐정 몽크 (2006)
- 미드나이트, 텍사스 (2017)
- 주피터스 레거시 (2021)
- 둠 패트롤 (2022-23)